# Satomi Kōrogi
Satomi Kōrogi (興梠 さとみ?, Kōrogi Satomi; Tokyo, 14 novembre 1962) è una doppiatrice giapponese.
Rappresentata dalla Production Baobab, ha prestato la sua voce negli anime Doraemon, Fullmetal Alchemist e Love Hina e nei videogiochi della serie Crash Bandicoot.
Nell'anime Pokémon ha doppiato Sparky, il Pikachu di Richie, mentre nel lungometraggio Pokémon: Lucario e il mistero di Mew è la voce di Mew. Ha inoltre doppiato Togepi e Pichu sia nell'anime che nei videogiochi della serie Super Smash Bros.
Doppia Hapihapitchi a partire dal film Eiga! Tamagotchi - Uchū ichi happy na monogatari!? e riprende il ruolo nell'anime Tamagotchi! doppiando anche Doremitchi, facendo diventare Hapihapitchi e Doremitchi due dei suoi ruoli più conosciuti in patria e nel fandom Tamagotchi.

## Ruoli principali

### Serie televisive
- Chi's Sweet Home (Chi)
- Clannad After Story (Ushio Okazaki)
- Comic Party (Asahi Sakurai)
- Crayon Shin-chan (Himawari Nohara, Megumi-chan)
- Doraemon (Tsutomu-kun)
- Dragon Ball Super (Zeno)
- Excel Saga (Menchi, Sandora, Puchū, Ropponmatsu 2 ed altri)
- Fairy Tail (Frosch)
- Floral Magician Mary Bell (Yūri)
- Fresh Pretty Cure! (Chiffon)
- Fullmetal Alchemist (Nina Tucker)
- Twin Princess - Principesse gemelle (Poomo)
- Jeanie with the Light Brown Hair (Jimmy)
- Jigoku Shōjo (Inko)
- Kojiki no Gash Bell (Umagon)
- Kore wa zombie desu ka? (Delusion Eucliwood)
- Kyattou Ninden Teyandee (Otama)/Samurai Pizza Cats (Francine)
- Love Hina  (Mecha-Tama-chan)
- Guru Guru - Il girotondo della magia (Migu)
- Mama wa Shōgaku 4 Nensei (Natsumi Mizuki)
- Mega Man: Upon a Star (Roll)
- Miracle Giants Dome-kun (Kaori)
- Mobile Suit Victory Gundam (Suzy Relane, Karlmann Doukatous, Connie Francis)
- Nichijou (Cider at episode 12)
- Ojarumaru (Ai Tamura, Tome Kameda, Kame, others)
- Planetes (Nono)
- Please Teacher! (Maho Kazami)
- Pokémon (Togepi, Pichu, Mew, Sparky ed altri)
- Raimuiro Senkitan (Kuki)
- Utena la fillette révolutionnaire (Chuchu, Shadow Girl B)
- Rurouni Kenshin (Sakura)
- Saint Tail (Ruby)
- Scrapped Princess (Natalie)
- Shukufuku no Campanella (Tango)
- Steam Detectives (Marian)
- Tamagotchi! (Hapihapitchi, Doremitchi)
- ThunderCats (2011 TV series) (Snarf)
- Turn A Gundam (Lulu)

### Film
- Eiga Pretty Cure All Stars DX - Minna tomodachi Kiseki no zenin daishūgō! (Chiffon)
- Fresh Pretty Cure! - Le Pretty Cure nel Regno dei Giocattoli (Chiffon)
- Eiga Pretty Cure All Stars DX 2 - Kibō no hikari Rainbow Jewel wo mamore! (Chiffon)
- Eiga Pretty Cure All Stars DX 3 - Mirai ni todoke! Sekai wo tsunagu Niji-iro no hana (Chiffon)
- Eiga Pretty Cure All Stars New Stage - Mirai no tomodachi (Chiffon)
- Paprika - Sognando un sogno  (Bambola giapponese)
- Eiga! Tamagotchi - Uchū ichi happy na monogatari!? (Hapihapitchi)
- Pokémon: Lucario e il mistero di Mew (Mew)

### OVA
- RG Veda (Aizenmyo)
- Mega Man: Upon a Star (Roll)

### Videogiochi
- Crash Bandicoot (Polar, Nina Cortex)
- Dragalia Lost (Jiang Ziya)
- Dragon Ball: Sparking! Zero (Zeno)
- Full Metal Daemon: Muramasa (Misao Oji, Hanae Otori)
- Guilty Gear (May, Baiken)
- Guilty Gear X (May)
- Guilty Gear XX (May)
- Guilty Gear Isuka (May)
- Guilty Gear: Dust Strikers (May)
- Guilty Gear Judgment (May)
- Guilty Gear Xrd -SIGN- (May)
- Guilty Gear Xrd -REVELATOR- (May)
- Guilty Gear -STRIVE- (May)
- Klonoa 2: Lunatea's Veil (Tat)
- Klonoa Beach Volleyball (Tat)
- Konjiki no Gash Bell (Umagon)
- Legaia 2: Duel Saga (Marianne)
- Magic Knight Rayearth (Sera)
- Magical Drop F: Daibōken Mo Rakujyanai! (Lovers, World)
- Monster Hunter Tri (Cha-cha)
- Phantom of Inferno (Cal Devens/ Drei)
- Puyo Puyo~n (Harpy)
- Ratchet & Clank: L'altezza non conta (Luna)
- Silhouette Mirage (Dynamis06)
- Super Smash Bros. Melee (Togepi, Pichu)
- Super Smash Bros. Brawl (Togepi)
- Super Smash Bros. per Nintendo 3DS e Wii U (Togepi)
- Super Smash Bros. Ultimate (Pichu, Togepi)
- Tales of Phantasia (Mint Adnade)
- Tamagotchi Collection (Hapihapitchi, Doremitchi)
- The King of Fighters: All Star (May)
- The Legendary Starfy (Starfy, Mermaid)
- Clannad (Okazaki Ushio)
- G-senjō no maō (Azai Kanon)
- Tokimeki Memorial Girls side 2nd Kiss (Young Saeki)